# Липатов, Лев Николаевич
Лев Никола́евич Липа́тов (2 мая 1940, Ленинград — 4 сентября 2017, Дубна) — советский и российский физик. Академик РАН (с 2011 года). Руководитель отделения теоретической физики ПИЯФ.
Специалист в области теоретической физики. Имеет более 16 000 цитирований своих работ, опубликованных в реферируемых журналах. Индекс Хирша — 55.

## Биография
Окончил физический факультет ЛГУ, после чего работал научным сотрудником в Физико-техническом институте имени А. Ф. Иоффе. В 1968 году защитил диссертацию на соискание учёной степени кандидата физико-математических наук. В 1974 году защитил докторскую диссертацию.
В 1980 году перешёл на должность заведующего сектором квантовой теории поля в Ленинградский институт ядерной физики. В 1990 году получил учёное звание профессора теоретической физики Санкт-Петербургского государственного университета. В 1997 году избран директором отделения теоретической физики ПИЯФ. По совместительству являлся профессором кафедры физики высоких энергий и элементарных частиц физического факультета Санкт-Петербургского государственного университета. Читал курс лекций «Теория слабых взаимодействий».
В 1997 году избран членом-корреспондентом РАН по Отделению ядерной физики. В 2011 году избран академиком РАН по Отделению физических наук.
Член учёных советов Санкт-Петербургского государственного университета и Петербургского института ядерной физики. Постоянный организатор зимних школ и конференций ПИЯФ.
Скоропостижно умер 4 сентября 2017 года в Дубне, в день открытия 4-го Российско-испанского конгресса по ядерной физике, на котором он должен был выступить с докладом. Похоронен на Смоленском православном кладбище в Петербурге.

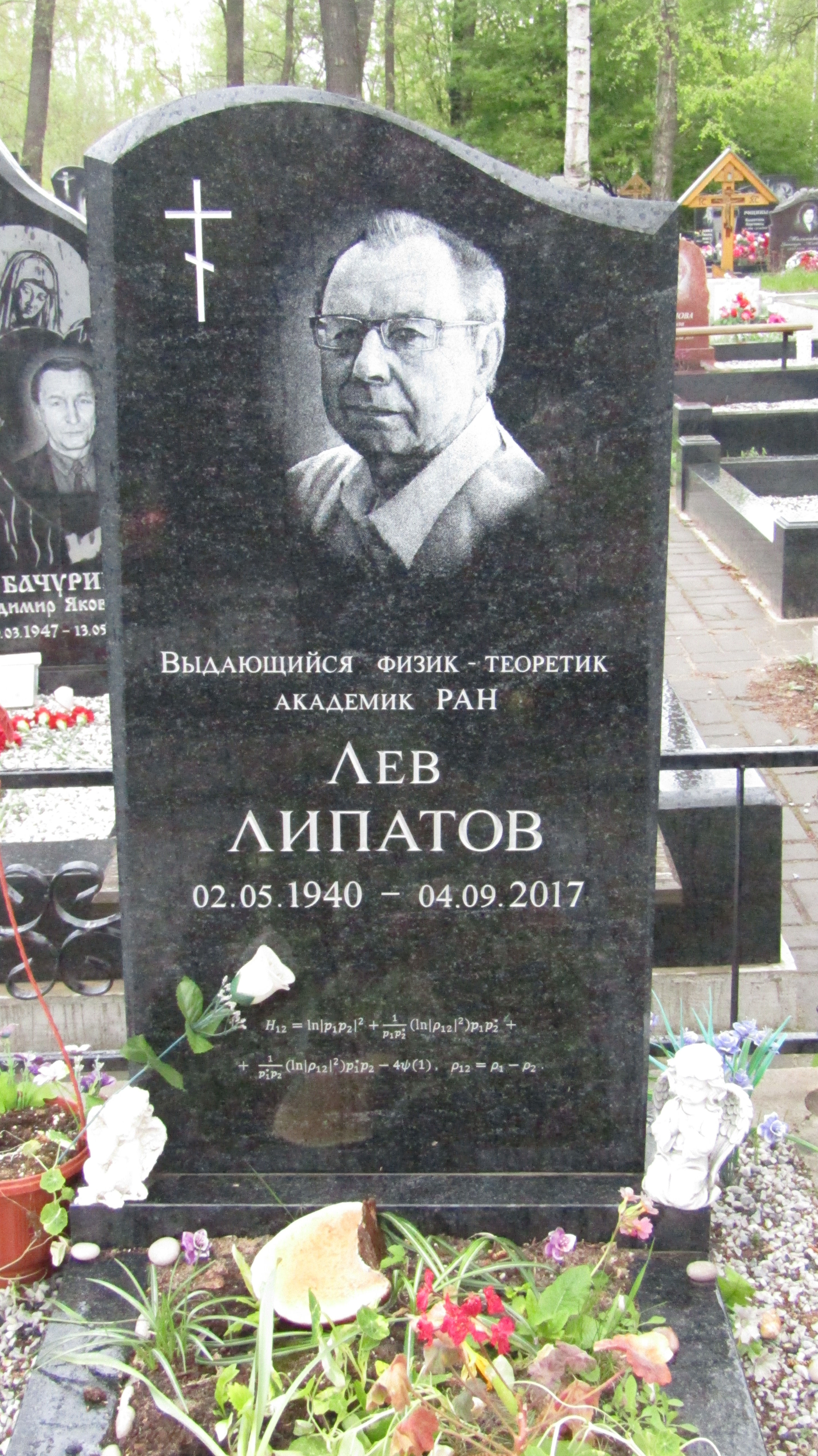
Могила Липатова Л.Н. Смоленское православное кладбище, Санкт-Петербург.

Дочери Ирина (1963 г.р.) и Екатерина (1969 г.р.).

## Научные достижения
Л. Н. Липатов — крупный специалист в области теоретической физики, квантовой теории поля, квантовой хромодинамики и калибровочных теорий суперсимметрии.
В своих ранних работах разработал теорию некоторых высокоэнергетических процессов в квантовой электродинамике. В дальнейшем вывел уравнение эволюции ДГЛАП для партонных распределений. Является автором теории так называемых реджевских процессов в квантовой хромодинамике, описываемых уравнением Балицкого — Фадина — Кураева — Липатова (БФКЛ). Исследовал асимптотическое поведение коэффициентов теории возмущений. Рассмотрел вопрос интегрируемости многоцветовой квантовой хромодинамики при больших энергиях. Вывел эффективное действие для реджезованных глюонов. В серии работ разработал теорию петлевых поправок к уравнению БФКЛ.
Л. Н. Липатов выполнил целый ряд работ по суперсимметрии N=4. В частности, им обнаружена интегрируемость уравнений для аномальных размерностей, предложен принцип максимальной трансцендентности, вычислены четырёхпетлевые аномальные размерности и обнаружена полная интегрируемость амплитуд рассеяния.
Провёл построение эффективного действия для высокоэнергетических процессов в гравитации.

## Награды
- Премия Александра фон Гумбольдта (DESY, 1995).
- Медаль ордена «За заслуги перед Отечеством» II степени (1999)[3].
- Премия Померанчука (ИТЭФ, 2001).
- Премия Марии Кюри (Университет Гамбурга, 2006).
- Премия ФИАН «Ad Astra» (2009)[4]
- Премия в области физики частиц и физики высоких энергий (2015)